# Conférence mondiale des peuples contre le changement climatique

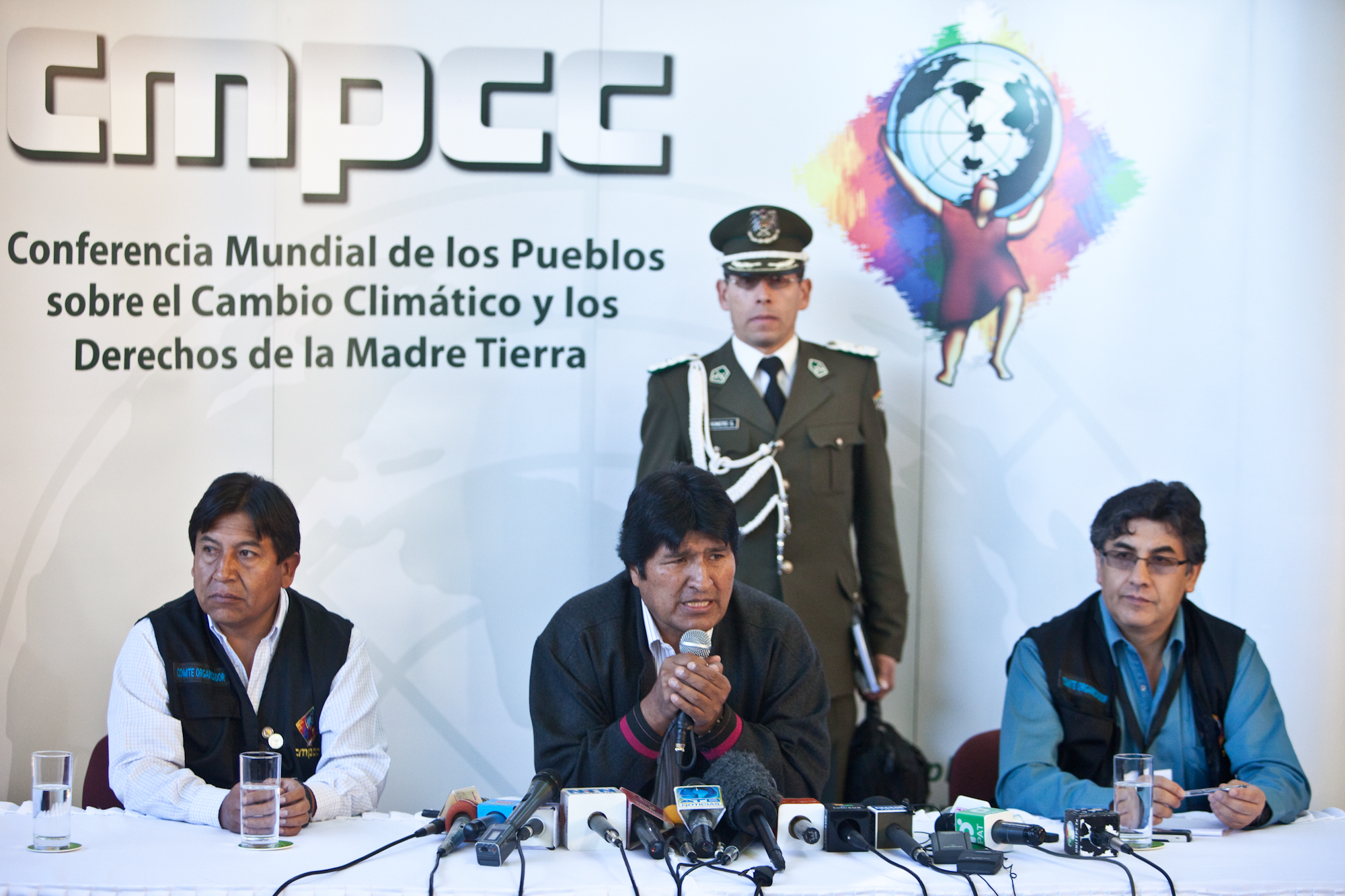

La conférence mondiale des peuples contre le changement climatique est une conférence qui s'est tenue à Cochabamba du 19 au 22 avril 2010, à l'initiative de Evo Morales. Cette conférence avait pour but, entre autres,  de rédiger une Déclaration universelle des droits de la Terre-Mère, et de proposer des alternatives à la suite de l'échec du sommet de Copenhague.

## Contexte
Evo Morales est le premier président amérindien élu en Bolivie. Quelques jours après la clôture du sommet de Copenhague et à la suite de son échec, il lance l’idée d’un sommet mondial des mouvements sociaux pour le climat. Les tribus amérindiennes-indigènes sont les premières victimes des dommages engendrés par les grandes infrastructures pétrolières, minières ou hydrauliques ainsi que par la déforestation consécutive au développement des monocultures d’exportation telle le soja. Ces tribus représentent 55 % de la population bolivienne et plus de 40 % en Équateur. L’originalité de la démarche d’Evo Morales fut d’avoir convoqué ensemble mouvements sociaux et gouvernements. À Copenhague il avait déjà soutenu le mouvement en faveur d’une justice climatique qui avait réuni 100 000 manifestants. Le choix du lieu s’est porté sur la ville-symbole de Cochabamba où un grand mouvement populaire avait fait échouer en 2000 la privatisation de l’eau en faveur du groupe industriel-financier transnational Betchel.

## Participation
Deux chefs d’État furent présents, Evo Morales et Hugo Chávez ainsi que deux vice-présidents, celui de Cuba et celui du Burundi. Ont envoyé des représentants officiels et participé aux travaux quarante sept États signataires de la Convention-cadre des Nations Unies sur le changement climatique (CCNUCC), dont Brice Lalonde pour la France ainsi que le secrétariat des Nations unies. Il y eut 147 nationalités présentes et quelque 35 000 inscrits, le nombre de participants étant évalué entre 20 000 et 35 000. Plus de 800 Européens et un certain nombre d’Africains et d’Asiatiques furent empêchés d’y prendre part à cause de l’interruption du trafic aérien due au nuage de poussières émis par l'éruption de l'Eyjafjöll.

## Travaux
La conférence avait six objectifs :
- Analyser les causes structurelles qui provoquent le changement de climat et proposer des solutions qui permettent le bien être de l’humanité en harmonie avec la nature,
- Discuter et décider d’un projet de "Déclaration universelle des droits de la Terre-Mère",

- Discuter de propositions pour un nouvel accord dans le cadre de l’ONU,
- Travailler à l’organisation d’un Référendum mondial des peuples sur le changement climatique,
- Avancer sur un plan d’action pour la création d’un tribunal international pour la justice climatique,

- Définir les stratégies d’action et de mobilisation face au changement climatique et pour les droits de la "Terre-Mère".

Les principaux enjeux de ces objectifs ont été détaillés dans la Déclaration universelle des droits de la Terre-Mère qui a été adoptée à l’issue de la Conférence.
Afin de défricher les voies de réalisation de ces objectifs, les participants de la conférence ont été conviés à débattre dans 17 ateliers ou groupes de travail. Les conclusions provisoires de ces ateliers sont fortement détaillées sur le site en espagnol de la conférence, lequel est traduit pour une part sur le site en anglais .